# Five Corners (Washington)
Five Corners az Amerikai Egyesült Államok északnyugati részén, Washington állam Clark megyéjében elhelyezkedő statisztikai település. A 2010. évi népszámlálási adatok alapján 18 159 lakosa van.

## Népesség
A település népességének változása:
| Lakosok száma | 6776 | 12 207 | 18 159 | 20 973 |
|               | 1990 | 2000   | 2010   | 2020   |